# Araslövs landskommun
Araslövs landskommun var en tidigare kommun i dåvarande Kristianstads län.

## Administrativ historik
Kommunen bildades vid storkommunreformen 1952 genom sammanläggning av från Östra Göinge härad Färlövs landskommun och Norra Strö landskommun samt från Västra Göinge härad Önnestads landskommun med Önnestads municipalsamhälle. Kommunen fick sitt namn efter den medeltida kyrkoruinen i Araslöv.
1967 upplöstes kommunen och municipalsamhället och dess område inkorporerades i Kristianstads stad, sedan 1971 Kristianstads kommun.
Kommunkod var 1122.

### Kyrklig tillhörighet
I kyrkligt hänseende tillhörde kommunen församlingarna Färlöv, Norra Strö och Önnestad. Femtioett år efter kommunens bildande lades dessa tre församlingar år 2003 samman till Araslövs församling.

## Geografi
Araslövs landskommun omfattade den 1 januari 1952 en areal av 105,45 km², varav 101,72 km² land.

### Tätorter i kommunen 1960
| Tätort            | Folkmängd |
| ----------------- | --------- |
| Önnestad          | 575       |
| Färlöv            | 441       |
| Vinnö             | 406       |
| Önnestads backar  | 333       |
| Torsebro, del ava | 140       |

Tätortsgraden i kommunen var den 1 november 1960 48,4 procent.

## Politik

### Mandatfördelning i Araslövs landskommun 1950-1962
|  | 17 | 6 | 7 | 4 |

| 33 |

|  | 15 | 2 | 6 | 7 | 4 |

| 32 |

| 16 | 7 | 6 | 6 |

| 32 |

| 17 | 7 | 6 | 5 |

| 31 |